# 泛音

泛音發音原理

泛音是指分音列中除了基音以外的任何一音。当一根弦或空气柱整体振动而产生基音（第一分音）时，在该基音上发出的微弱的音。如果分成几段振动就会产生一些泛音（上方分音）。听者一般能够清楚听到基础音，很专心时能听到泛音。泛音列是分成等分的部分（如1/2、1/3、1/4）振动而产生的。振动的分段越小，泛音的音高就越高。各上方泛音的频率与基础音的频率形成简单的比率（例如2:1，3:1，4:1）。有些乐器能产生非泛音列中的泛音。音乐的色彩和声音的音色受某一乐器独特泛音的极大影响。因此，单簧管由于较低的泛音使声音柔和丰满，而双簧管则缺乏类似泛音而听上去比较尖利。
乐器或人声等自然发出的音，一般都不会只包含一个频率（参见纯音），而是可以分解成若干个不同频率的音的叠加。声音的波形是具有周期性的，因此根据傅立叶变换的理论，声音可以分解成若干个不同频率纯音的叠加。这些频率都是某一频率的倍数，这一频率就称作基频，也就决定了这个音的音高。假设某个音的基频为f，则频率为2f的音称为第二分音或第一泛音，频率为3f的音称为第三分音或第二泛音。
基音和不同泛音的能量比例关系是决定一个音的音色的核心因素。並能使人明確地感到基音的響度。樂器和自然界裏所有的音都有泛音。

## 弦樂器上的泛音
泛音是弦樂器演奏中常用的一種特色奏法。其音響優美奇特，音色晶瑩透亮。也有人把泛音叫做鐘聲或鐘音奏法。
在弦乐器上是靠轻触弦上不同的点（波节），使弦分段震动并发出像长笛那样纯净的音（在德文和法文中泛音就叫“弗拉佐莱”（flageolet））。在空弦上奏出的是“自然”泛音；在“按住的”弦上（一指按弦，另一指轻触弦）奏出的是“人工”泛音。

### 自然泛音
自然泛音的特點就是音高準確，雖然手指稍偏向弦枕會使泛音的發音偏低，偏向琴馬會偏高，但這種音高的變化要比實音小的多，只要觸點不太偏離琴弦的泛音點，泛音就基本上是準確的。

#### 弦樂器的自然泛音
拉這個音時，手指不按到指板上，僅在音位上輕觸（不揉弦），拉奏出来的声音猶如哨聲。
常用的自然泛音，一個在空弦高八度的位置（即弦長的1/2處），它的實際音高比空弦高八度；一個在空弦音高純四度的位置（即弦長的1/4處，第一把位的3指音），它的實際音高比空弦高兩個八度；一個是在空弦音高純五度的位置（即弦長的1/3處，第一把位的4指音），它的實際音高比空弦音高8度+5度，也就是這個4指音的高八度。其他自然泛音就極少用了。

### 人工泛音
演奏人工泛音需要用兩隻手指，一手指實按在音上，四手指（小、中提琴）、五（大、低音提琴）手指虛按在琴弦上。通常兩手指保持4度或5度的距離(即虛按位置在實按位置的1/4或1/3處)，泛音比實音高十五度（兩個8度）或8度+5度。把位較高時，人工泛音還可以是第三泛音，即泛音比實音高十二度。人工泛音的音准主要決於實按位置(食指位置)，但虛按位置(小指位置)不能太偏離琴弦振動段的四分點或三分點。人工泛音在低音提琴的高把位上可以有条件地實現。

## 管樂器上的泛音
泛音可以讓相同長度的空氣柱奏出比基頻高一定音程的不同音，增加了樂器的音域。幾乎所有管樂器演奏在演奏有效音域都會使用泛音，一些樂器更只會泛音來演奏。

### 銅管樂器
由於銅管樂器以嘴唇震動發聲，因此，銅管樂器可以讓樂手調準自己嘴唇的情況而吹出不同的泛音（諧音）。
一個常見的銅管泛音列：
1. 低音Do（基頻）
2. 中音Do
3. 中音Sol
4. 高音Do
5. 高音Mi
6. 高音Sol
7. 高音降Si（偏低）
8. 高高音Do
9. 高高音Re
10. 高高音Mi
11. 高高音降Sol（嚴重偏低，幾乎介於Fa與降Sol之間）
12. 高高音Sol
13. 高高音降La（偏高）
14. 高高音降Si（偏低）
15. 高高音Si
16. 高高高音Do

小號常用音域：2-8
圓號：
長號：
低音號：

## 外部連結
- An illustration of standing waves as overtones on a violin string
- Overtones, partials and harmonics from fundamental frequency （页面存档备份，存于）